# Brasacanthus sphoeroides
Brasacanthus sphoeroides is een soort haakworm uit het geslacht Brasacanthus. De worm behoort tot de familie Echinorhynchidae. Brasacanthus sphoeroides werd in 2001 beschreven door Vernon E. Thatcher.